# Medhalsen
Der Medhalsen (norwegisch für Landmarkennacken) ist ein vereister Bergsattel im ostantarktischen Königin-Maud-Land. In der Gjelsvikfjella liegt er unmittelbar südlich des Risemedet.
Norwegische Kartographen, die ihn auch benannten, kartierten ihn anhand von Vermessungen und Luftaufnahmen der Dritten Norwegischen Antarktisexpedition (1956–1960).